# Донауинзел
Донауинзел (на немски: Donauinsel) е изкуствено създаден остров в центъра на Виена, столицата на Австрия.
Намира се между основното русло на река Дунав и успоредно прокопан канал, наречен Neue Donau („Нов Дунав“). Новият дунавски канал фактически е удължено езеро.
Остров Донауинзел е дълъг 21,1 километра и е широк от 70 до 210 метра.